# Izea pectinata
Izea pectinata is een hooiwagen uit de familie Assamiidae.